# Ophélie (Millais)
Pour les articles homonymes, voir Ophélie (homonymie).
Ophélie, en anglais Ophelia, est un tableau du peintre britannique John Everett Millais réalisé en 1851-1852. Cette peinture à l'huile sur toile représente Ophélie, un personnage de fiction de la tragédie Hamlet, de William Shakespeare, chantant juste avant sa noyade. Elle fait partie d'une exposition avec Un huguenot, le jour de la Saint-Barthélemy, un autre tableau de Millais de cette année. Typique de la peinture pré-raphaélite, elle est conservée à la Tate Britain, à Londres.

## Histoire et création
Le paysage du tableau a été peint par John Everett Millais chez William Holman Hunt, à Old Malden dans le Surrey (actuellement une banlieue de Londres), en 1851. Cependant, si le tableau présente plusieurs variétés de fleurs, toutes ne fleurissent pas en même temps, et il a dû patienter l'été et l'automne pour pouvoir composer le paysage tel qu'on le voit. Parmi les fleurs peintes, certaines sont citées dans le Hamlet de Shakespeare (renoncules, orties, marguerites, « doigts d'hommes morts » ou salicaire pourpre), mais d'autres ont été rajoutées par le peintre pour leur valeur symbolique. C'est Elizabeth Siddal, poétesse, peintre et future épouse de Dante Gabriel Rossetti, qui posa pour John Everett Millais,. Elle faillit en mourir, en posant dans une baignoire remplie d'eau glacée.

## Analyse
La représentation de la noyade d'Ophélie est, lorsque John Everett Millais peint le tableau, un sujet nouveau. Cependant, sa représentation en fait un sujet complexe. Elle est représentée flottant dans l'eau, mais on ne peut déterminer s'il s'agit du sommeil ou de la mort. Le thème du sommeil et de la mort est un sujet central du courant préraphaélite, comme le montre le tableau Sleep and His Half-Brother Death de John William Waterhouse. Celui-ci peint plusieurs représentations d'Ophélie dont la plus connue la représente penchée sur l'eau, portant des fleurs. Un autre thème cher aux préraphaélites est la présence de la nature, et notamment l'eau et les fleurs.
Julia Thomas a mis l'accent sur la symbolique des fleurs : « Le coquelicot sous la main droite d'Ophélie signifie la mort ; les marguerites, l'innocence ; les roses, la jeunesse ; les pensées, l'amour non partagé ; les fritillaires flottant au gré du courant en bas à droite sont le chagrin ; et les violettes autour du cou d'Ophélie représentent la fidélité. »

## Culture populaire
Ophélie de John Everett Millais se retrouve notamment dans le film Melancholia (2011) où le personnage principal, Justine, interprété par Kirsten Dunst, est identifiable au personnage shakespearien. On retrouve le tableau dans une scène où le personnage de Justine remplace des représentations de tableaux abstraits par des représentations de tableaux figuratifs. L'affiche du film reprend aussi le tableau, représentant la protagoniste en robe de mariée, plongée dans l'eau, un bouquet à la main. On retrouve dans l'affiche tous les éléments du tableau de John Everett Millais.
Le tableau est une des nombreuses toiles présentes dans Animal Crossing : New Horizons sous le titre de Toile tragique.
Le groupe sud-coréen Red Velvet réalise le 21 mars 2022 le clip de la chanson Feel My Rhythm où Joy, l'une des membres, est mise en scène de façon à faire référence à la toile.
Le groupe américain Ghost Bath (en) utilise ce tableau pour la couverture de leur album Funeral, sorti en 2014.